# Xerolekia
Xerolekia é um género botânico pertencente à família Asteraceae. Contém apenas uma espécie, Xerolekia speciosissima (L.) Anderb.